# Pachymorpha spinosa
Pachymorpha spinosa är en insektsart som beskrevs av Brock och Jack W. Hasenpusch 2007. Pachymorpha spinosa ingår i släktet Pachymorpha och familjen Diapheromeridae. Inga underarter finns listade i Catalogue of Life.